# Уразаев, Габдулхак Самигулович
Габдулхак Самигулович Уразаев (1927—1996) — советский передовик производства, комбайнёр Магнитогорской машино-тракторной станции Агаповского района Челябинской области. Герой Социалистического Труда (1951).

## Биография
Родился 5 декабря 1927 года в посёлке Аблязово Агаповского района Челябинской области в крестьянской семье.
С 1942 года в период Великой Отечественной войны Г. С. Уразаев после окончания курсов трактористов при Аблязовской машино-тракторной станции начал свою трудовую деятельность трактористом и механизатором местного колхоза посёлка Аблязово, позже начал работать — комбайнёром Магнитогорской машино-тракторной станции Агаповского района Челябинской области.
В 1951 году Г. С. Уразаев работая комбайнёром-механизатором Магнитогорской машино-тракторной станции колхоза посёлка Аблязово, Агаповского района Челябинской области добился рекордного по тем временам результата: двумя сцеплёнными комбайнами за тридцать пять дней намолотил свыше — девяти тысяч восемьсот восемьдесят центнеров зерна, тем самым став первым комбайнёром не только Агаповского района, но и Челябинской области показавшим такой результат.
8 июня 1951 года Указом Президиума Верховного Совета СССР «за выдающиеся успехи, достигнутые в области сельского хозяйства и выполнении взятых на себя обязательств» Габдулхак Самигуловичбыл Уразаев был удостоен звания Героя Социалистического Труда с вручением Ордена Ленина и золотой медали «Серп и Молот».
В 1955 году без отрыва от основной деятельности Г. С. Габдулхак закончил Челябинскую сельскохозяйственную школу председателей колхозов, после окончания которой получив специализацию младшего агронома. С 1962 по 1979 годы работал управляющим шестым отделением совхоза «Агаповский» Агаповского района Челябинской области.
В 1968 году Указом Президиума Верховного Совета СССР «за высокие производственные показатели в сельском хозяйстве» Габдулхак Самигулович был Уразаев был награждён Орденом Знак Почёта.
С 1979 по 1980 годы работал — управляющим, с 1980 по 1988 года — заместителем директора по кормовому производству совхоза «Наровчатский» Агаповского района Челябинской области.
Помимо основной деятельности в 1961 году избирался делегатом XXII съезда КПСС.
После выхода на заслуженный отдых проживал в посёлке Наровчатка Агаповского района Челябинской области.
Скончался 24 августа 1996 года.

## Награды
- Медаль «Серп и Молот» (08.06.1951)
- Орден Ленина (08.06.1951)
- Орден «Знак Почета» (1968)
- Медаль «В ознаменование 100-летия со дня рождения Владимира Ильича Ленина» (1970)